# たがや
『たが屋』もしくは『箍屋』（たがや）は古典落語の演目。主な演者として、3代目桂三木助や3代目三遊亭金馬がいる。
東大落語会は「町人の武士に対するレジスタンス」と評している。興津要によれば、本来はたが屋の首が飛ぶ噺であったが、幕末にたが屋が武士に対して抵抗を見せるという現代に残る形に改作されたという。この背景として安政江戸地震（1855年）による再建の特需で職人が江戸に溢れ、彼らが寄席に集まるようになったことがあるという。

## あらすじ
両国の川開きの花火見物で、両国橋は大勢の人でごった返している。花火が上がるたびに「玉屋（たまや）～！」と観衆の掛け声が飛ぶ。
そこに桶の箍（たが）を作る職人である、たが屋が通りかかるが、人々に揉まれてあちこち振り回されたあげく道具箱を落としてしまう。その衝撃で中に入っていた箍が弾けて、同じく通りかかった侍の笠を弾き飛ばしてしまう。たが屋は平伏して陳謝するが、侍は許さず、手討ちにしようとする。たが屋は斬れるものなら斬ってみろと開き直り、気圧された供侍が斬りかかってくるが、相手の修練不足で逆にたが屋が刀を奪い、返り討ちにしてしまう。そこで侍が槍でたが屋を手討ちにしようとするが、その槍をたが屋に掴まれてしまう。そこで侍は槍から手を離して刀で斬りかかろうとするが、一足遅く、たが屋に首を斬られる。侍の首がスパーンと中天に飛び、それを見ていた見物人たちが言う。
「たが屋～！」